# にゃんばろう
にゃんばろうは、大阪市交通局で2011年から2018年までと、大阪市高速電気軌道（Osaka Metro）で2019年から使用されているマスコットキャラクターである。

## 概要
「レインボーファミリー」に代わる形で、2011年9月12日に登場したキャラクターである。「にゃんばろう」は、ネコキャラ語で「がんばろう」という意味である。大阪市交通局のマスコット時代は、鼻の部分は大阪市の市章でもある澪標をかたどっており、エンジョイエコカードの券面にも描かれていた。市営地下鉄や市営バスといった市営交通機関を広く知ってもらうための広報を行っていた。
2018年3月31日に一度は引退したものの、根強い人気があったことを踏まえ、本キャラの著作権を大阪市から引き継ぎ、鼻としてデザインされた大阪市章である澪標の削除と、服装の制服をOsaka Metroに準じたものに変更した上で、Osaka Metroで2019年6月1日に御堂筋線天王寺駅で開催したイベントから復活した。
Osaka Metroの関連団体には、なんばウォーク（大阪地下街）所属の『なんばワン』や、大阪メトロサービスに所属するOSAKA PiTaPaマスコットの『ぴたポン！』もおり、にゃんばろうの同僚キャラでもあることから、イベントで一緒に活動しやすい傾向にある。

## 歴史
- 2011年9月12日 - デビュー
- 2018年3月31日 - この日をもって一度引退
- 2019年6月 - 復活

## プロフィール
- 名前 - にゃんばろう
- 誕生日 - 9月12日
- 出身地 - 大阪市西区境川
- 好物 - かつお節
- 特技 - 走ること。電車とバスのおもしろい豆知識を集めること。
- 家族 - 父、母、妹
- 性格 - 好奇心旺盛でサービス精神が強く、人に喜んでもらうことが好き。そして、子供たちと遊ぶのが大好きな頑張り屋さん。ちょっぴり照れ屋さんな一面も。